# Brissogne

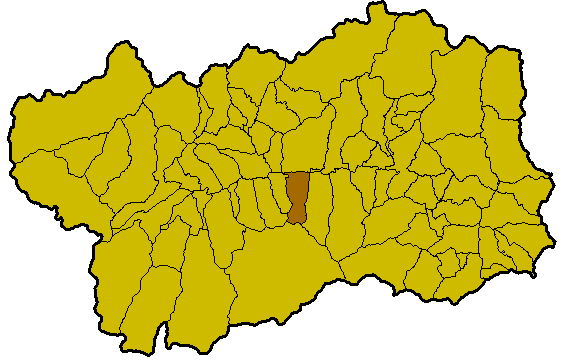
Ubicación del municipio de Brissogne en el Valle de Aosta.

Brissogne  es una localidad italiana de Valle de Aosta, con 960 habitantes.

## Evolución demográfica
| Gráfica de evolución demográfica de Brissogne entre 1861 y 2001 |
|                                                                 |
| Fuente ISTAT - elaboración gráfica de Wikipedia                 |